# Lesjaskogsvatnet
Lesjaskogsvatnet er en ca. 10 km lang sø i Lesja kommune i Innlandet fylke i Norge. Søen ligger 611 moh. og har et areal på ca. 5 km².
Søen er den eneste i Norge, som har to afløb. Disse er udgangspunkt for to af Norges mest kendte elve. I sydøst, ved Lesjaverk, begynder Gudbrandsdalslågen og i nordvest, ved Lesjaskog, begynder Rauma.
Under angrebet på Norge under anden verdenskrig opererede en britisk jagerflygruppe (med fly af typen Gloster Gladiator) fra det islagte Lesjaskogsvatnet.